# جام جهانی کشتی آزاد ۲۰۱۵
جام جهانی کشتی آزاد ۲۰۱۵ در روزهای ۲۲ و ۲۳ فروردین ۱۳۹۴ (۱۱ و ۱۲ آوریل ۲۰۱۵) با شرکت ۸ تیم در شهر لوس آنجلس آمریکا برگزار شد. در این دوره از مسابقات ایران به مقام اول، آمریکا به مقام دوم و آذربایجان به مقام سوم دست یافتند.

## خلاصه نتایج

### مرحله مقدماتی
مرحله مقدماتی در دو گروه ۴ تیمی برگزار شد.
|  | انتخاب شده برای بازی قهرمانی   |
|  | انتخاب شده برای بازی مکان سوم  |
|  | انتخاب شده برای بازی مکان پنجم |
|  | انتخاب شده برای بازی مکان هفتم |

#### گروه ۱
| تیم              | بازی | برد | شکست |
| ---------------- | ---- | --- | ---- |
| ایران            | ۳    | ۳   | ۰    |
| جمهوری آذربایجان | ۳    | ۲   | ۱    |
| بلاروس           | ۳    | ۱   | ۲    |
| ترکیه            | ۳    | ۰   | ۳    |

| دور | بازی اول           | بازی دوم                      |
| --- | ------------------ | ----------------------------- |
| اول | ایران ۸ - بلاروس ۰ | جمهوری آذربایجان ۷ - ترکیه ۱  |
| دوم | ایران ۷ - ترکیه ۱  | بلاروس ۲ - جمهوری آذربایجان ۶ |
| سوم | ترکیه ۳ - بلاروس ۵ | جمهوری آذربایجان ۱ - ایران ۷  |

#### گروه ۲
| تیم                 | بازی | برد | شکست |
| ------------------- | ---- | --- | ---- |
| ایالات متحده آمریکا | ۳    | ۳   | ۰    |
| روسیه               | ۳    | ۲   | ۱    |
| مغولستان            | ۳    | ۱   | ۲    |
| کوبا                | ۳    | ۰   | ۳    |

| دور | بازی اول                                    | بازی دوم                     |
| --- | ------------------------------------------- | ---------------------------- |
| اول | ایالات متحده آمریکا ۶ - کوبا ۲              | روسیه ۵ - مغولستان ۳         |
| دوم | ایالات متحده آمریکا ۴ (با امتیاز) - روسیه ۴ | مغولستان ۵ - کوبا ۳          |
| سوم | ایالات متحده آمریکا ۸ - مغولستان ۰          | کوبا ۴ - روسیه ۴ (با امتیاز) |

### مرحله نهایی
| مکان هفتم | کوبا                | ۵ – ۳             | ترکیه  |
| مکان پنجم | مغولستان            | ۳ – ۵             | بلاروس |
| مکان سوم  | جمهوری آذربایجان    | ۴ – ۴ (با امتیاز) | روسیه  |
| مکان اول  | ایالات متحده آمریکا | ۳ – ۵             | ایران  |

## رده‌بندی نهایی
| رتبه | کشور                | بازی | برد | باخت |
| ---- | ------------------- | ---- | --- | ---- |
| ۱    | ایران               | ۴    | ۴   | ۰    |
| ۲    | ایالات متحده آمریکا | ۴    | ۳   | ۱    |
| ۳    | جمهوری آذربایجان    | ۴    | ۳   | ۱    |
| ۴    | روسیه               | ۴    | ۲   | ۲    |
| ۵    | بلاروس              | ۴    | ۲   | ۲    |
| ۶    | مغولستان            | ۴    | ۱   | ۳    |
| ۷    | کوبا                | ۴    | ۱   | ۳    |
| ۸    | ترکیه               | ۴    | ۰   | ۴    |